# الدوري الأمريكي لكرة السلة للمحترفين 2006–07
الدوري الأمريكي لكرة السلة للمحترفين 2006–07 (بالإنجليزية: 2006–07 NBA season)‏ هو موسم من الرابطة الوطنية لكرة السلة. أقيم خلال الفترة 31 أكتوبر 2006 وحتى 14 يونيو 2007، وأشرف على تنظيمه الرابطة الوطنية لكرة السلة، وفاز فيه سان أنطونيو سبرز.